# Лонгвилл (город, Миннесота)
Лонгвилл (англ. Longville) — город в округе Касс, штат Миннесота, США. На площади 1,6 км² (1,5 км² — суша, 0,1 км² — вода), согласно переписи 2002 года, проживают 180 человек. Плотность населения составляет 116,5 чел./км².
- Телефонный код города — 218
- Почтовый индекс — 56655
- FIPS-код города — 27-38114[1]
- GNIS-идентификатор — 0657204[2]